# Такси 4
Такси 4 (енгл. Taxi 4) француски је филм из 2007. године.

## Радња
Белгијски криминалац, тражен у целој Европи због својих недела, налази се у затвору у полицијској станици у Марсељу, где је у притвору 24 часа пре него што буде изручен на суђење у затвор у Конгу. Затвореник успева да превари Емилијена, и убеди га да га пусти из затвора. После тога Емилијена отпуштају а у помоћ му стиже пријатељ Данијел, који му каже да зна где се налази криминалац, пошто га је он превезао после бекства из полицијске станице не знајући за његов идентитет.